# Literatura apocalíptica

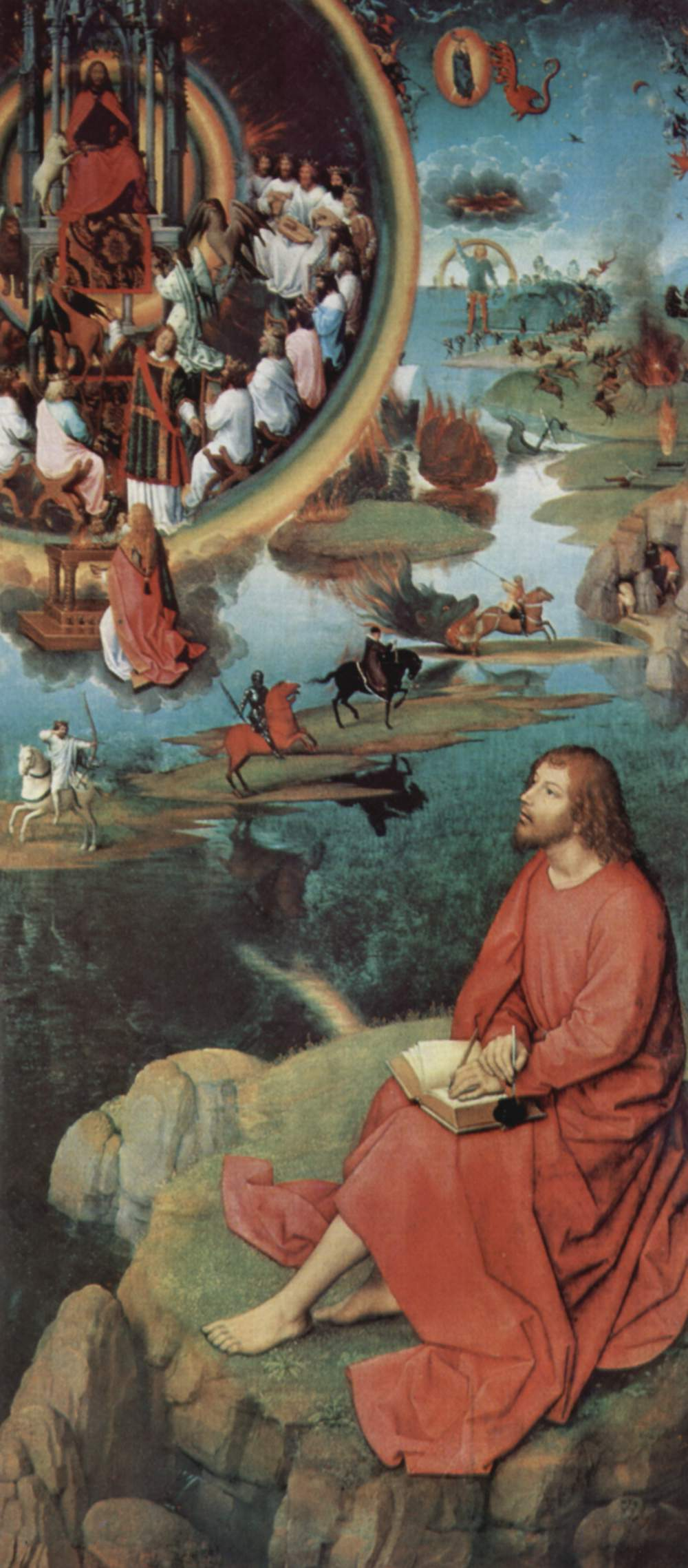
Juan recibe el Apocalipsis de Hans Memling.

Se conoce como literatura apocalíptica a un conjunto de expresiones literarias surgidas en la cultura hebrea y cristiana durante el período helénico y romano (siglos II y I a. C. y siglos I hasta mediados del siglo II) y que expresan, por medio de símbolos y complejas metáforas, la situación de sufrimiento del pueblo judío, también se puede referir al fin de un suceso 

## Profetas y videntes
Las raíces de la apocalíptica judeocristiana están en los libros proféticos de la Biblia. El término «profeta» (del griego prophétes) significa «aquel que muestra o denuncia algo ante alguien».  Luego pasó a dominar el matiz temporal de la preposición griega «pro-» y pasó a significar «el que predice algo».
Se puede trazar un paralelismo, si no una identificación, entre el "profeta" del Antiguo Testamento y el "vidente" de los apocalipsis. En los dos casos se trata de alguien capaz de ver de forma privilegiada determinados acontecimientos. Pero hay una diferencia: que en la apocalíptica se pasa del profeta que habla al profeta que escribe, del oráculo al libro. Lo que diferencia a la apocalíptica del profetismo es el destino del mensaje y la forma de expresarlo: los profetas tienen visiones, pero son hombres entregados a la palabra y producen un mensaje directo que el pueblo pueda entender; los videntes apocalípticos reciben la orden de "escribir" inmediatamente el mensaje y lo que escriben no tiene que ser necesariamente accesible a todos. El auditorio del profeta es todo el pueblo de fieles, mientras que el del vidente son los fieles anónimos e iniciados, a los que no suele interpelar. Otros rasgos de la apocalíptica son:
- El carácter seudónimo de la obra: el autor escribe bajo otro nombre. En los apocalipsis judíos se escoge el de algún antepasado significativo (Abraham, Moisés, etc.); en los cristianos, el de algún apóstol (Pedro, Tomás, Pablo, etc.). El carácter seudónimo afecta probablemente al Apocalipsis de Juan, atribuido por tradición al apóstol.
- En los apocalipsis la sucesión de la historia y las visiones se presentan por medio de cifras estereotipadas que tienen valor simbólico (por ejemplo, 1000 y sus múltiplos indican un número incalculable). Se juega incluso con el valor numérico de las letras.
- Lenguaje escatológico común. Parábolas e imágenes que hacen referencia al fin de los tiempos y tono oracular.
- Esperanza mesiánica subyacente: la salvación final se realizará por intervención directa de Dios o de una figura que pasa a primer plano, como el arcángel San Miguel. En algunos apocalipsis las esperanzas cristalizan en torno a una figura (el Elegido o el Hijo del Hombre), que culmina en el Cristo triunfante del Apocalipsis de Juan.
- Pese a que a primera vista los apocalipsis parecen estar dominados por la fatalidad y el determinismo, hay una clara voluntad de expresar esperanza de salvación y consuelo para los justos. Hay una figura que lo da todo o que intercede para salvar a los justos (por ejemplo, Moisés en el Libro de los Jubileos y Cristo en el Apocalipsis de Juan).
- La fecha en la que se supone deben cumplirse los oráculos y profecías escatológicos es siempre una fecha indeterminada e imprecisa.

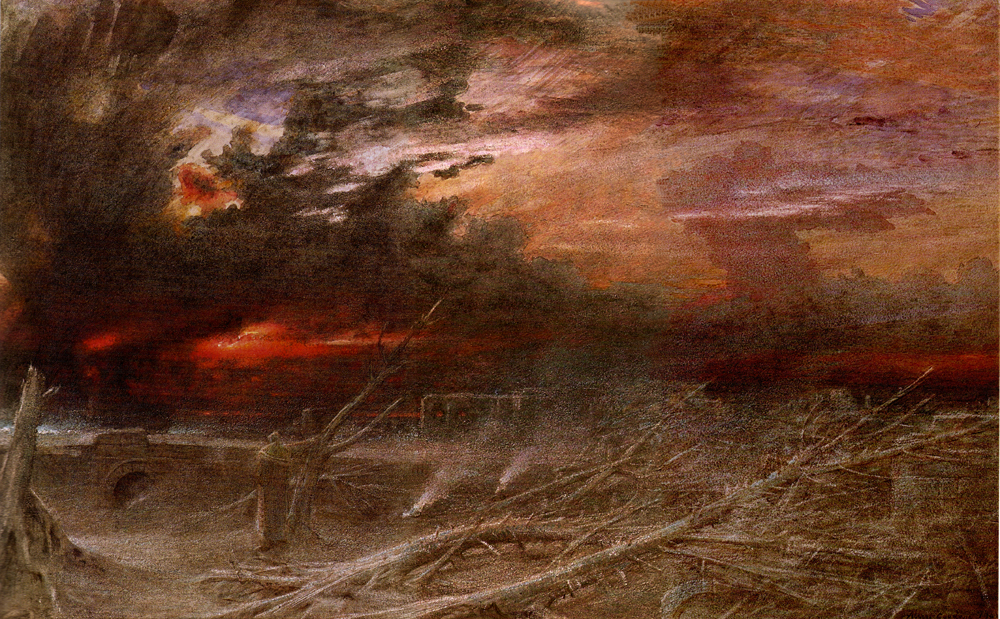
Apocalypse de Albert Goodwin

## Apocalíptica e historia judía
El contexto histórico en el que surgen los apocalipsis es el de tiempos de crisis percibida como extrema. Los primeros apocalipsis, entre los que se cuenta el Libro de Daniel, son de la época de Antíoco IV Epífanes (175-164 a. C.), en particular del tiempo de persecución bajo su reinado, y de la sublevación judía de los Macabeos (166-160 a. C.). Es la época de la helenización intensiva de Jerusalén y de los territorios judíos. Antíoco Epífanes profana el templo y se produce una gran escisión entre los judíos: los que aceptan las prácticas helenísticas y los que forman una resistencia político-religiosa organizada en torno a los Macabeos. Otro momento de gran crisis para el mundo judío se vive en el siglo I a. C.: en el 63 a. C. Pompeyo conquista Jerusalén, los romanos ocupan Palestina y el poder real y sacerdotal de Jerusalén está bajo la tutela romana.  Conviven muchas facciones político-religiosas (fariseos, saduceos, asideos, zelotes, esenios...) y se experimentan grandes esperanzas mesiánicas.
Un tercer momento de gran crisis se vive en el siglo I d. C.: en los años 60 tienen lugar las grandes persecuciones de cristianos por Nerón; en el 70-73 se aplasta la sublevación judía, se toma Jerusalén y se destruye el templo. Después del 73 aumentan los conflictos entre judíos y cristianos hasta la casi total ruptura en los años 90. Entre 81 y 96 Domiciano impone el culto al emperador y se producen más persecuciones de cristianos. Y el cuarto período de crisis que influye en los apocalipsis se vive en el siglo II d. C., cuando se mantienen las persecuciones de cristianos y los judíos se sublevan por segunda vez contra Roma (la sublevación encabezada por el líder político-religioso Bar Kokba en 132-135) y sufren una aplastante derrota. Ante estos momentos, el cuadro trazado por los apocalipsis es tenebrista y atribulado. Se habla del presente como período de corrupción, transgresión y opresión por parte de un poder blasfemo y arrogante, todo lo cual se denuncia.
La historia de Israel y las bases de sus esperanzas para el futuro han estado desde siempre unidas a sus pretensiones políticas. Ahora bien, los grandes momentos de la apocalíptica son precisamente aquellos en los que a los judíos les son arrebatadas estas pretensiones por otros poderes dominantes. Los judíos de los últimos siglos antes de Cristo creían que los cielos "se habían cerrado" y que el Espíritu de Dios "no se había apoderado de nadie" (no había inspirado a nadie) desde los tiempos de los últimos profetas Ageo, Zacarías y Malaquías; y sin el Espíritu de Dios la historia no era posible.  
La apocalíptica permitió mantener como real la historia de Israel gracias a la doctrina de la inspiración bíblica: la historia aún era posible y su agente era el autor inspirado y su obra escrita. Los grandes agentes históricos de la humanidad (Adán, Moisés, Elías, etc.) intervienen de nuevo en la historia en virtud del carácter seudónimo de las obras apocalípticas y así el pasado se hace presente y no se interrumpe la continuidad. La apocalíptica se convierte en una especie de ciencia de la historia, teniendo en cuenta que ésta no es una sucesión de acontecimientos, sino un todo, un proceso unificado que comienza con Adán y los imperios nacidos del caos primordial y que finaliza en un acto que retornará el mundo a sus orígenes. Se trata de la concepción mítica en la que principio y fin se unen en un lugar teórico (mítico) en el que todo comienza. Hay en la apocalíptica huellas de concepciones míticas babilónicas, persas y griegas (por ejemplo, todo lo relativo a la angelología y la demonología), unidas a la escatología judía.

## El Género Apocalíptico
El tema y asuntos apocalípticos fueron muy populares entre los judíos de la post-diáspora (después del exilio babilónico), lo que dio lugar a la proliferación de apocalipsis. Algunos de estos textos han llegado a ser canónicos. Los textos apocalípticos que han sido incorporados al canon de la Biblia son los siguientes:
- El libro de Daniel (Daniel 1-12).
- El denominado apocalipsis isaítico, contenido en el libro de Isaías (Isaías 24-27; 33; 34-35).
- Varios pasajes del libro del profeta Ezequiel (Ezequiel 2:8-3;3:38-39).
- Pasajes del libro del profeta Zacarías (Zacarias 12-14).
- Pasajes del libro del profeta Joel (Joel 2).
- El llamado Discurso Escatológico en los evangelios (Mc 13, Mateo 24, Lc 21).
- Pasajes de las Cartas de San Pablo (1Tesalonicenses 4:13-5:11; 2Tesalonicenses 2).
- El Apocalipsis según san Juan.

Además:
- El Libro de Henoc es aceptado como canónico por la iglesia etíope.
- El Apocalipsis de Esdras figura como apéndice en la Vulgata latina y en las biblias de la iglesia armenia.

## El Género Apocalíptico fuera de la Biblia
Los siguientes son libros que pertenecen al género apocalíptico, pero que no son aceptados dentro del canon bíblico:
- El Apocalipsis de Pedro, atribuido a San Pedro.
- El Segundo Libro de Enoc, atribuido a Henoc.
- El Libro de los Jubileos, atribuido a Moisés.
- El Testamento de los Doce Patriarcas, atribuidos a los doce hijos de Jacob.

## Literatura apocalíptica judía
La salvación de la literatura apocalíptica en general se debe al cristianismo, en cuyas biblias aparecían estas obras. El canon hebreo las rechazó y lo mismo hizo el canon cristiano cuando fue establecido:
- Los Libros de Enoc. Toman como personaje a Enoc (Génesis 5,24), quien trató con Dios antes de ser arrebatado a los cielos. El libro etiópico de Enoc se conservó en la Biblia etiópica, que lo consideró como sagrado. Fue escrito en hebreo o arameo entre los siglo II y I a. C. y la versión etiópica se realizó a partir de la traducción griega. El libro eslavo de Enoc o libro de los secretos de Enoc fue escrito en griego en el siglo I de la era cristiana por un judío o judeocristiano palestino y se ha conservado en lengua eslava. El patriarca realiza un viaje por los siete cielos y recibe una serie de revelaciones.
- El Libro de los Jubileos. Escrito hacia el 100 a. C. Tiene una presentación cronológica, pues divide en "jubileos" (períodos de 49 años) los acontecimientos relatados desde el Génesis hasta el capítulo 12 del Éxodo. Cada jubileo se divide en 7 series de 7 años, y cada año tiene 364 días. Comenta gran parte del Génesis y pasajes del Éxodo. El propósito es establecer un calendario jubilar para la observancia de las fiestas religiosas y los días consagrados.
- Salmos de Salomón. Son 18 himnos parecidos a los salmos canónicos conservados en varios manuscritos de la biblia griega. Se escribieron en hebreo, pero solo se conserva la traducción griega y una siríaca. Fueron canónicos durante mucho tiempo para muchas iglesias cristianas. Se compusieron aproximadamente entre 68 y 40 a. C.
- Testamentos de los doce Patriarcas. Son doce discursos dirigidos a sus descendientes por los hijos de Jacob. Nos ha llegado la versión griega, pero parece que el original era hebreo o arameo. Se trata de una obra judía precristiana con interpolaciones cristianas, aunque hay quien ha propuesto un origen esenio. Se debió componer entre 130 y 63 a. C. En cada testamento hay una introducción a la vida del patriarca, lecciones morales basadas en su vida y una breve conclusión mesiánica y apocalíptica.
- Oráculos sibilinos. El personaje pagano de la sibila pasa a los judíos de cultura helenística, quienes sustituyen por ella a personajes proféticos tradicionales como Moisés. Ya en el siglo II a. C. utilizaron el género sibilino como medio de propaganda. Poseemos doce libros de estas colecciones de oráculos. Los únicos de origen judío, aunque con retoques cristianos, son los libros II, IV, V. La fecha probable de composición es hacia la mitad del siglo I a. C.
- Asunción o Testamento de Moisés. En origen debieron existir por separado el Testamento de Moisés y la Asunción de Moisés. La obra contiene una profecía de tipo apocalíptico: Moisés la habría redactado para Josué y nos cuenta la historia del pueblo elegido y su entrada en Canaán al final de los tiempos. Se compuso entre el 3 a. C. y el 30 d. C.; es, por tanto, contemporánea de Jesús y refleja la esperanza del pueblo judío. Se debió redactar en hebreo o arameo y se nos conserva en la traducción latina, hecha a partir de la griega.
- Apocalipsis siríaco de Baruc o Libro II de Baruc. Se conserva en siríaco, aunque el original debió ser hebreo o arameo. El protagonista es Baruc, confidente de Jeremías. Se debió componer entre 75 y 100 d. C. Gira en torno a la pregunta de por qué sufre el pueblo de Dios y sus enemigos prosperan. Dios revela a Baruc que el mundo futuro estará reservado a los justos. La llegada de la era mesiánica estará precedida de desastres.
- Libro IV de Esdrás. Es la obra judía no bíblica que más difusión alcanzó y la más usada por los primitivos cristianos. Bajo el nombre de Esdrás se compusieron más obras, pero ésta es la más importante. Se debió componer en los últimos años del I d. C. El templo de Jerusalén destruido ocupa un lugar preeminente en este apocalipsis de siete visiones. Éste es el motivo por el que se escoge a Esdrás, quien vivió tras la destrucción de Jerusalén por los caldeos (587 a. C.). El original fue hebreo o arameo y tenemos varias traducciones, entre las cuales están la griega y la latina; esta última la incluyen algunas ediciones de la Vulgata.